# Candy Shop
Candy Shop (кор. 캔디샵, Kaendisyap) — південнокорейський жіночий гурт, сформований Brave Entertainment. Гурт складається з чотирьох учасниць: Суі, Сарани, Сорам та Юіни. Вони дебютували 27 березня 2024 року з мініальбомом Hashtag#.

## Назва
Назва гурту Candy Shop поєднує в собі слова «цукерки», що символізують концепцію «зловимо і намалюємо юність», і «магазин», що означає «простір, що з'єднує учасників зі слухачами».

## Кар'єра

### 2024–донині: дебют ізHashtag#
12 січня 2024 року Brave Entertainment оголосили, що готують до дебюту новий жіночий гурт під назвою Candy Shop, перший з часів Brave Girls у 2011 році . Учасниці були оголошені з 14 по 17 лютого (по порядку: Суі, Саран, Сорам і Юіна). 18 лютого вийшов кліп з танцювальним виступом на неопубліковану пісню «Hashtag#». 27 березня гурт дебютував з мініальбомом Hashtag# і синглом «Good Girl».

## Учасниці
- Суі (수이)
- Саран (사랑)
- Сорам (소람)
- Юіна (유이나)

## Дискографія

### Мініальбоми
| Назва    | Деталі                                                                                            | Пікові позиції у чартах | Продажі                 |
| Назва    | Деталі                                                                                            | KOR                     | Продажі                 |
| -------- | ------------------------------------------------------------------------------------------------- | ----------------------- | ----------------------- |
| Hashtag# | - Реліз: 27 березня 2024 - Лейбл Brave Entertainment - Формат: CD, цифрове завантаження, стриминг | 58                      | - Південна Корея: 1,290 |

### Сингли
| Назва       | Рік  | Пікові позиції у чартах | Альбом   |
| Назва       | Рік  | KOR                     | Альбом   |
| ----------- | ---- | ----------------------- | -------- |
| «Good Girl» | 2024 | В очікуванні            | Hashtag# |

## Відеографія

### Музичні кліпи
| Пісня       | Рік  | Режисер(и)              | Прим.  |
| ----------- | ---- | ----------------------- | ------ |
| «Good Girl» | 2024 | Brick (Line Production) | [ 11 ] |